# Essai Marshall

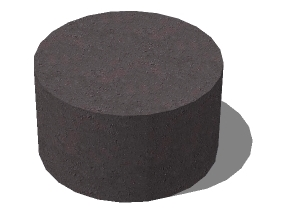
Exemple d'une éprouvette Marshall

L'Essai Marshall est une méthode de détermination de la teneur en vide et des caractéristiques
mécaniques d’un enrobé bitumineux. Le procédé a été mis au point par Bruce Marshall en 1939. Plusieurs normes encadrent le procédé telle que la norme européenne EN 12697-34. Un échantillon est compacté puis plongé dans un bain-marie à 60 °C pendant 40 minutes, puis dans une presse Marshall. Les deux mâchoires d'écrasement de la presse applique une contrainte de compression  diamétrale avec une vitesse de 50 mm/min jusqu'à destruction de l'échantillon. 
Au cours de l'essai, la force appliquée et la résultante de la déformation sont enregistrées. En pratique, c'est la résistance maximale de l’éprouvette à la déformation qui est mesurée en kN et la valeur de l'affaissement selon le diamètre vertical de l'échantillon au moment de la rupture en mm. On obtient un diagramme de force-déformation. L’essai Marshall ne donne pas d’indications sur la résistance aux déformations d’un revêtement mais sert de contrôle de la régularité d’une production de revêtement bitumineux.

## Quotient Marshall
Le quotient Marshall se calcule comme suit :
{\displaystyle {Q}={S \over F}}
où
- {\displaystyle {S}} = stabilité de l'échantillon en kN
- {\displaystyle {F}} = fluage de l'échantillon en mm